# Municipio de Fairhope
El municipio de Fairhope (en inglés: Fairhope Township) es un municipio ubicado en el condado de Somerset en el estado estadounidense de Pensilvania. En el año 2000 tenía una población de 137 habitantes y una densidad poblacional de 3 personas por km².

## Geografía
El municipio de Fairhope se encuentra ubicado en las coordenadas 39°50′11″N 78°47′02″O / 39.83639, -78.78389.

## Demografía
Según la Oficina del Censo en 2000 los ingresos medios por hogar en la localidad eran de $28,958 y los ingresos medios por familia eran $29,688. Los hombres tenían unos ingresos medios de $31,667 frente a los $14,250 para las mujeres. La renta per cápita para la localidad era de $13,087. Alrededor del 11,4% de la población estaban por debajo del umbral de pobreza.